# Naunheim (Wetzlar)

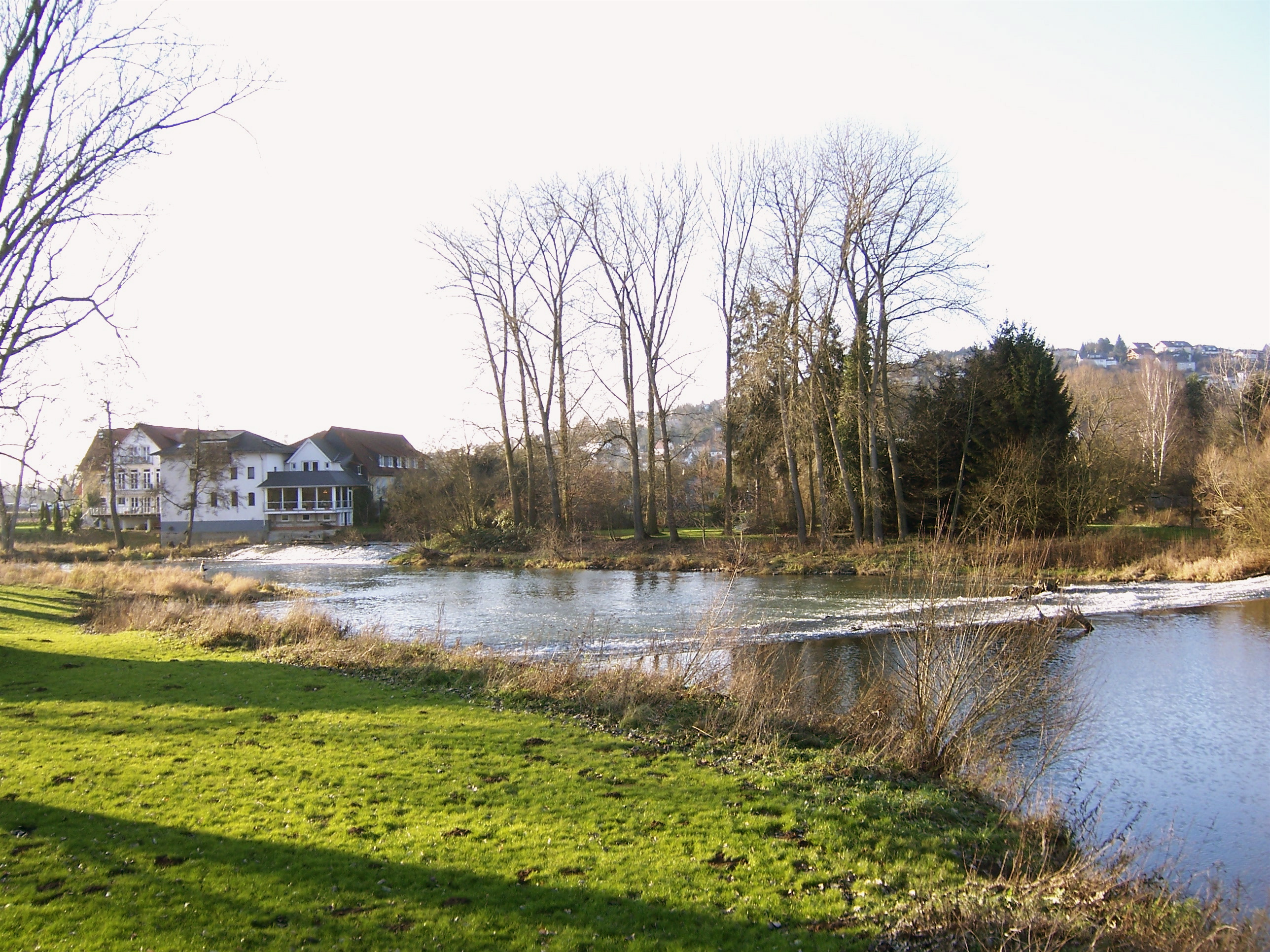
Lahn und Naunheimer Mühle

Naunheim ist ein Stadtteil der mittelhessischen Kreisstadt Wetzlar. Er liegt östlich der Wetzlarer Kernstadt im Lahntal nördlich der Lahn und wird im Osten durch die Bundesautobahn 45 begrenzt. Naunheim verfügt über einen alten Ortskern.

## Geschichte

### Ortsgeschichte
Die älteste bekannte schriftliche Erwähnung von Naunheim erfolgte im Codex Laureshamensis des Klosters Lorsch unter dem Namen Niuuenheim und wird auf die Zeit von 779 bis 783 datiert.
Der Ort bildete zusammen mit Waldgirmes und zwischenzeitlich auch Blasbach einen Gerichtsbezirk und gehörte den Grafen von Solms.
Im Jahr 1372 erlangten die hessischen Landgrafen einen Mitbesitz am östlichen Teil der Solmser Grafschaft und somit auch an Naunheim. 1420 teilte sich das solmsische Adelsgeschlecht und das Dorf kam zur Linie Solms-Lich im Amt Königsberg. Von 1629 bis 1866 gehörte Naunheim zum Großherzogtum Hessen. Daraufhin wurde der Ort preußisch und dem Kreis Biedenkopf zugeordnet. Erst im Jahr 1932 kam es zum Landkreis Wetzlar.
Die Statistisch-topographisch-historische Beschreibung des Großherzogthums Hessen berichtet 1830 über Naunheim:

„Naunheim (L. Bez. Giessen) evangel. Filialdorf; liegt 2 St. von Giessen, hat 101 Haus und 651 Einwohner, die bis auf 11 Juden evangelisch sind. – Dieses Dorf war mit Solms gemeinschaftlich. Durch den Hauptvergleich vom 30. Oktober 1629, wurden die Aemter Königsberg und Hohensolms getheilt, wodurch dieser Ort der zum erstern Amt geschlagen wurde, ausschließend an Hessen kam.“

Die bis dahin eigenständige Gemeinde Naunheim wurde im Zuge der Gebietsreform in Hessen kraft Landesgesetz zum 1. Januar 1977 in die neu gebildete Stadt Lahn eingemeindet. Nach deren Auflösung infolge heftiger Proteste der Bevölkerung am 1. August 1979, wurde Naunheim zu einem Stadtteil der Stadt Wetzlar. Für Naunheim wurde ein Ortsbezirk mit Ortsbeirat und Ortsvorsteher nach Maßgabe der §§ 81 und 82 HGO und des Kommunalwahlgesetzes in der jeweils gültigen Fassung gebildet.

### Verwaltungsgeschichte im Überblick
Die folgende Liste zeigt die Staaten und Verwaltungseinheiten, denen Naunheim angehört(e):
- 779/783: Frankenreich, Lahngau, Naunheimer Mark (in pago Logenehe in Niuuenheimer marca)
- vor 1357: Heiliges Römisches Reich, Grafen von Solms
- ab 1357: Heiliges Römisches Reich, Landgrafschaft Hessen und Hohensolms gemeinschaftlich, Amt Königsberg
- ab 1567: Heiliges Römisches Reich, Landgrafschaft Hessen-Marburg und Hohensolms gemeinschaftlich, Amt Königsberg[10]
- 1604–1648: Heiliges Römisches Reich, strittig zwischen Landgrafschaft Hessen-Darmstadt und Landgrafschaft Hessen-Kassel (Hessenkrieg)
- ab 1627: Heiliges Römisches Reich, Landgrafschaft Hessen-Darmstadt, und  Hohensolms gemeinschaftlich, Amt Königsberg
- ab 1629: Heiliges Römisches Reich, Landgrafschaft Hessen-Darmstadt (durch Abteilungsvertrag), Amt Königsberg[11]
- 1787: Heiliges Römisches Reich, Landgrafschaft Hessen-Darmstadt, Oberfürstentum Hessen, Amt Königsberg[12]
- ab 1806: Großherzogtum Hessen,[Anm. 2] Fürstentum Oberhessen, Amt Königsberg[13][14]
- ab 1815: Großherzogtum Hessen, Provinz Oberhessen, Amt Königsberg[15]
- ab 1821: Großherzogtum Hessen, Provinz Oberhessen, Landratsbezirk Gießen[Anm. 3]
- ab 1832: Großherzogtum Hessen, Provinz Oberhessen, Landkreis Gießen
- ab 1848: Großherzogtum Hessen, Regierungsbezirk Gießen
- ab 1852: Großherzogtum Hessen, Provinz Oberhessen, Landkreis Gießen
- ab 1867: Norddeutscher Bund, Königreich Preußen,[Anm. 4] Provinz Hessen-Nassau, Regierungsbezirk Wiesbaden, Kreis Biedenkopf (übergangsweise Hinterlandkreis)[11]
- ab 1871: Deutsches Reich, Königreich Preußen, Provinz Hessen-Nassau, Regierungsbezirk Wiesbaden, Kreis Biedenkopf
- ab 1918: Deutsches Reich, Freistaat Preußen, Provinz Hessen-Nassau, Regierungsbezirk Wiesbaden, Kreis Biedenkopf
- ab 1932: Deutsches Reich, Freistaat Preußen, Provinz Hessen-Nassau, Regierungsbezirk Wiesbaden, Kreis Wetzlar
- ab 1944: Deutsches Reich, Freistaat Preußen, Provinz Nassau, Kreis Wetzlar
- ab 1945: Deutsches Reich, Amerikanische Besatzungszone,[Anm. 5] Groß-Hessen, Regierungsbezirk Wiesbaden, Kreis Wetzlar
- ab 1946: Deutsches Reich, Amerikanische Besatzungszone, Hessen, Regierungsbezirk Wiesbaden, Kreis Wetzlar
- ab 1949: Bundesrepublik Deutschland, Hessen, Regierungsbezirk Wiesbaden, Kreis Wetzlar
- ab 1968: Bundesrepublik Deutschland, Hessen, Regierungsbezirk Darmstadt, Kreis Wetzlar
- ab 1977: Bundesrepublik Deutschland, Hessen, Regierungsbezirk Darmstadt, Stadt Lahn
- ab 1979: Bundesrepublik Deutschland, Land Hessen, Regierungsbezirk Darmstadt, Lahn-Dill-Kreis, Stadt Wetzlar
- ab 1981: Bundesrepublik Deutschland, Land Hessen, Regierungsbezirk Gießen, Lahn-Dill-Kreis, Stadt Wetzlar

### Gerichte seit 1803
In der Landgrafschaft Hessen-Darmstadt wurde mit Ausführungsverordnung vom 9. Dezember 1803 das Gerichtswesen neu organisiert. Für die Provinz Oberhessen wurde das „Hofgericht Gießen“ als Gericht der zweiten Instanz eingerichtet. Die Rechtsprechung der ersten Instanz wurde durch die Ämter bzw. Standesherren vorgenommen und somit war für Naunheim das „Amt Königsberg“ zuständig.
Das Hofgericht war für normale bürgerliche Streitsachen Gericht der zweiten Instanz, für standesherrliche Familienrechtssachen und Kriminalfälle die erste Instanz. Übergeordnet war das Oberappellationsgericht Darmstadt.
Mit der Gründung des Großherzogtums Hessen 1806 wurde diese Funktion beibehalten, während die Aufgaben der ersten Instanz 1821 im Rahmen der Trennung von Rechtsprechung und Verwaltung auf die neu geschaffenen Land- bzw. Stadtgerichte übergingen. „Stadtgericht Gießen“ war daher von 1821 bis 1866 die Bezeichnung für das erstinstanzliche Gericht, das für Naunheim zuständig war.
Nach der Abtretung des nordwestlichen Teils des Landkreises Gießen und mit ihm Naunheim an Preußen, infolge des Friedensvertrags vom 3. September 1866 zwischen dem Großherzogtum Hessen und dem Königreich Preußen wurde Naunheim vom Stadtgericht Gießen abgetrennt. Im Juni 1867 erging eine königliche Verordnung, die die Gerichtsverfassung im vormaligen Herzogtum Nassau und den vormals zum Großherzogtum Hessen gehörenden Gebietsteilen neu ordnete. Die bisherigen Gerichtsbehörden sollten aufgehoben und durch Amtsgerichte in erster, Kreisgerichte in zweiter und ein Appellationsgericht in dritter Instanz ersetzt werden. Im Zuge dessen erfolgte am 1. September 1867 die Umbenennung des bisherigen Landgerichts in Amtsgericht Gladenbach und die Zulegung Naunheim zu diesem Gericht. Die Gerichte der übergeordneten Instanzen waren das Kreisgericht Dillenburg und das Appellationsgericht Wiesbaden. Aufgrund des Gerichtsverfassungsgesetzes 1877 kam es mit Wirkung zum 1. Oktober 1879 zum Wechsel des Amtsgerichts in den Bezirk des neu errichteten Landgerichts Marburg.
Mit Wirkung zum 1. Oktober 1902 wurden Naunheim vom Amtsgerichtsbezirk Gladenbach getrennt und dem Amtsgericht Wetzlar zugelegt.
In der Bundesrepublik Deutschland sind die übergeordneten Instanzen das Landgericht Limburg, das Oberlandesgericht Frankfurt am Main sowie der Bundesgerichtshof als letzte Instanz.

## Bevölkerung

### Einwohnerstruktur 2011
Nach den Erhebungen des Zensus 2011 lebten am Stichtag dem 9. Mai 2011 in Naunheim 3723 Einwohner. Darunter waren 249 (6,7 %) Ausländer. Nach dem Lebensalter waren 609 Einwohner unter 18 Jahren, 1536 zwischen 18 und 49, 783 zwischen 50 und 64 und 792 Einwohner waren älter. Die Einwohner lebten in 1656 Haushalten. Davon waren 522 Singlehaushalte, 501 Paare ohne Kinder und 474 Paare mit Kindern, sowie 126 Alleinerziehende und 36 Wohngemeinschaften. In 384 Haushalten lebten ausschließlich Senioren und in 1095 Haushaltungen lebten keine Senioren.

### Einwohnerentwicklung
| • 1806: | 546 Einwohner, 98 Häuser  |
| • 1829: | 651 Einwohner, 101 Häuser |

| Naunheim: Einwohnerzahlen von 1791 bis 2020 | Naunheim: Einwohnerzahlen von 1791 bis 2020 | Naunheim: Einwohnerzahlen von 1791 bis 2020 | Naunheim: Einwohnerzahlen von 1791 bis 2020 | Naunheim: Einwohnerzahlen von 1791 bis 2020 |
| --- | ------------------------------------------- | ------------------------------------------- | ------------------------------------------- | ------------------------------------------- |
| Jahr |                                             |                                             |                                             | Einwohner                                   |
| 1791 | 1791                                        |                                             | 498                                         | 498                                         |
| 1800 | 1800                                        |                                             | 474                                         | 474                                         |
| 1806 | 1806                                        |                                             | 546                                         | 546                                         |
| 1829 | 1829                                        |                                             | 651                                         | 651                                         |
| 1834 | 1834                                        |                                             | 690                                         | 690                                         |
| 1840 | 1840                                        |                                             | 709                                         | 709                                         |
| 1846 | 1846                                        |                                             | 719                                         | 719                                         |
| 1852 | 1852                                        |                                             | 723                                         | 723                                         |
| 1858 | 1858                                        |                                             | 756                                         | 756                                         |
| 1864 | 1864                                        |                                             | 794                                         | 794                                         |
| 1871 | 1871                                        |                                             | 847                                         | 847                                         |
| 1875 | 1875                                        |                                             | 863                                         | 863                                         |
| 1885 | 1885                                        |                                             | 942                                         | 942                                         |
| 1895 | 1895                                        |                                             | 1.094                                       | 1.094                                       |
| 1905 | 1905                                        |                                             | 1.228                                       | 1.228                                       |
| 1910 | 1910                                        |                                             | 1.306                                       | 1.306                                       |
| 1925 | 1925                                        |                                             | 1.519                                       | 1.519                                       |
| 1939 | 1939                                        |                                             | 2.031                                       | 2.031                                       |
| 1946 | 1946                                        |                                             | 2.593                                       | 2.593                                       |
| 1950 | 1950                                        |                                             | 2.760                                       | 2.760                                       |
| 1956 | 1956                                        |                                             | 3.045                                       | 3.045                                       |
| 1961 | 1961                                        |                                             | 3.303                                       | 3.303                                       |
| 1967 | 1967                                        |                                             | 3.621                                       | 3.621                                       |
| 1970 | 1970                                        |                                             | 3.628                                       | 3.628                                       |
| 1980 | 1980                                        |                                             | ?                                           | ?                                           |
| 1990 | 1990                                        |                                             | 3.815                                       | 3.815                                       |
| 1998 | 1998                                        |                                             | 3.921                                       | 3.921                                       |
| 2005 | 2005                                        |                                             | 3.931                                       | 3.931                                       |
| 2009 | 2009                                        |                                             | 3.946                                       | 3.946                                       |
| 2011 | 2011                                        |                                             | 3.723                                       | 3.723                                       |
| 2015 | 2015                                        |                                             | 3.786                                       | 3.786                                       |
| 2020 | 2020                                        |                                             | 3.733                                       | 3.733                                       |
| Datenquelle: Historisches Gemeindeverzeichnis für Hessen: Die Bevölkerung der Gemeinden 1834 bis 1967. Wiesbaden: Hessisches Statistisches Landesamt, 1968. Weitere Quellen: LAGIS; 1891; 1800; nach 1977: Einwohnerzahlen Stadt Wetzlar; Zensus 2011 |                                             |                                             |                                             |                                             |

### Historische Religionszugehörigkeit
| Quelle: Historisches Ortslexikon | |
| • 1834:                          | 933 evangelische und 9 andere Christen                                                                           |
| • 1961:                          | 2722 evangelische (= 82,41 %) und 505 (= 15,29 %) katholische Einwohner                                          |
| • 2017:                          | 1872 evangelische (= 49,6 %), 460 (= 12,2 %) katholische, 1440 konfessionslose und sonstige (= 38,3 %) Einwohner |

### Staatsangehörigkeit
| Quelle: Stadt Wetzlar |                                                                           |
| • 2005:               | 3654 Deutsche, 275 Nichtdeutsche (7,5 %) davon 150 Frauen und 125 Männer  |
| • 2012:               | 3528 Deutsche, 258 Nichtdeutsche (6,8 %) davon 141 Frauen und 117 Männer  |
| • 2015:               | 3447 Deutsche, 339 Nichtdeutsche (8,9 %) davon 184 Frauen und 155 Männer  |
| • 2017:               | 3346 Deutsche, 426 Nichtdeutsche (11,3 %) davon 224 Frauen und 202 Männer |

## Politik

### Ortsbeirat
Bei den Kommunalwahlen in Hessen 2021 gab es für den Ortsbeirat Naunheim die folgenden Ergebnisse. Zum Vergleich die Wahlergebnisse der vorhergehenden Wahlperioden.
| Parteien und Wählergemeinschaften | Parteien und Wählergemeinschaften           | % 2021 | Sitze 2021 | % 2016 | Sitze 2016 | % 2011 | Sitze 2011 | % 2006 | Sitze 2006 |
| --------------------------------- | ------------------------------------------- | ------ | ---------- | ------ | ---------- | ------ | ---------- | ------ | ---------- |
| SPD                               | Sozialdemokratische Partei Deutschlands     | 56,8   | 5          | 60,2   | 5          | 62,3   | 6          | 64,4   | 6          |
| GRÜNE                             | Bündnis 90/Die Grünen                       | 10,1   | 1          | 8,3    | 0          | 13,3   | 1          | 6,8    | 1          |
| CDU                               | Christlich Demokratische Union Deutschlands | 15,8   | 1          | 12,4   | 1          | 11,2   | 1          | 15,2   | 1          |
| FW                                | Freie Wähler                                | 10,8   | 1          | 12,2   | 1          | 10,2   | 1          | 10,6   | 1          |
| FDP                               | Freie Demokratische Partei                  | 6,5    | 1          | 3,0    | 1          | 3,0    | 0          | 2,9    | 0          |
| Gesamt                            | Gesamt                                      | 100,0  | 9          | 100,0  | 9          | 100,0  | 9          | 100,0  | 9          |
| Wahlbeteiligung in %              | Wahlbeteiligung in %                        | 50,6   | 50,6       | 50,3   | 50,3       | 46,3   | 46,3       |        |            |

| Gemeindewahl in Naunheim 2021 %6050403020100 56,8 %15,8 %10,8 %10,1 %6,5 % SPDCDUFWGrüneFDPGewinne und Verlusteim Vergleich zu 2016 %p 4 2 0 −2 −4−3,4 %p+3,4 %p−1,4 %p+1,8 %p+3,5 %pSPDCDUFWGrüneFDP |

### Ortsvorsteher
Ortsvorsteherin ist Andrea Volk (SPD).

## Bauwerke

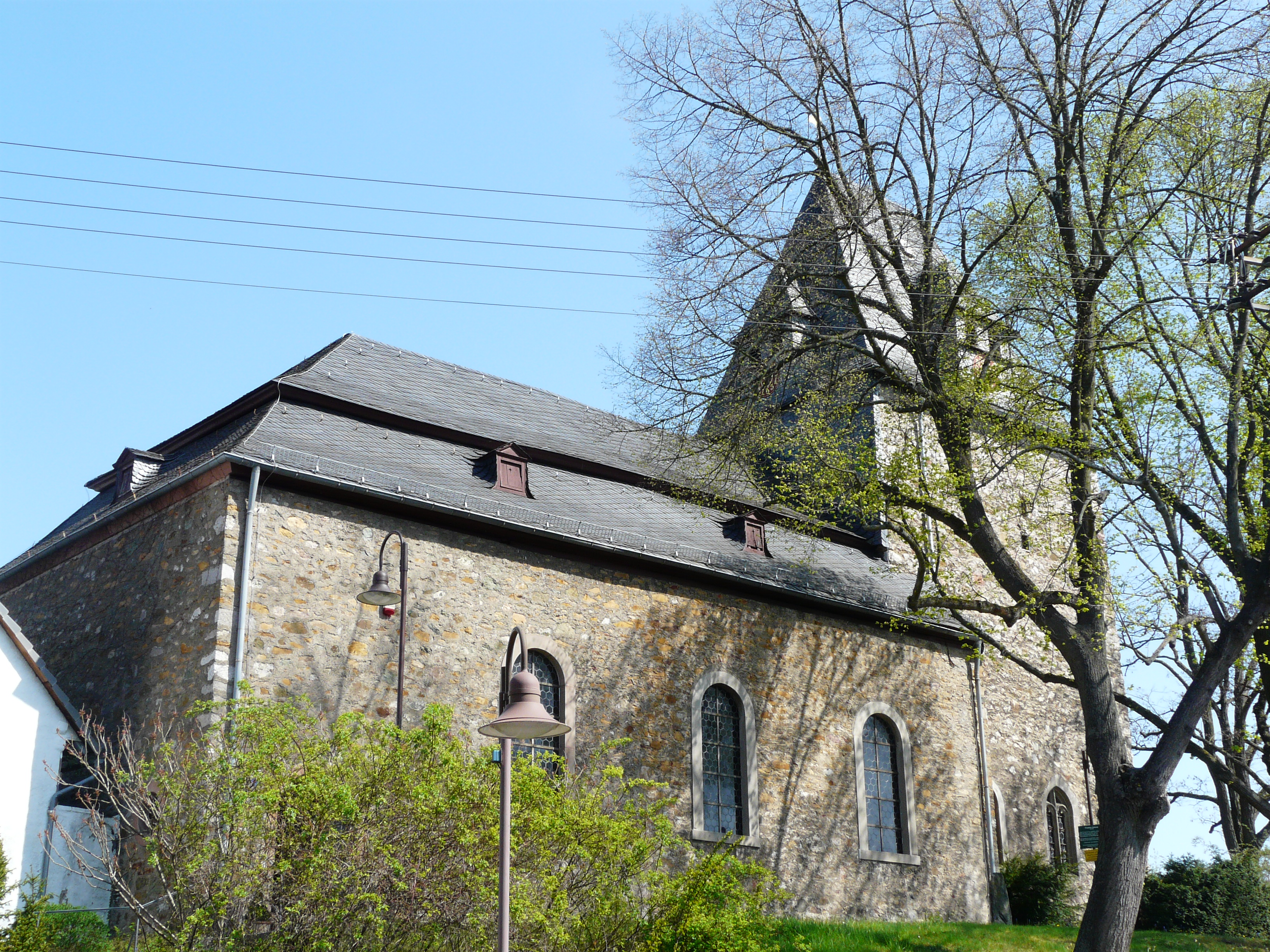
Evangelische Dorfkirche
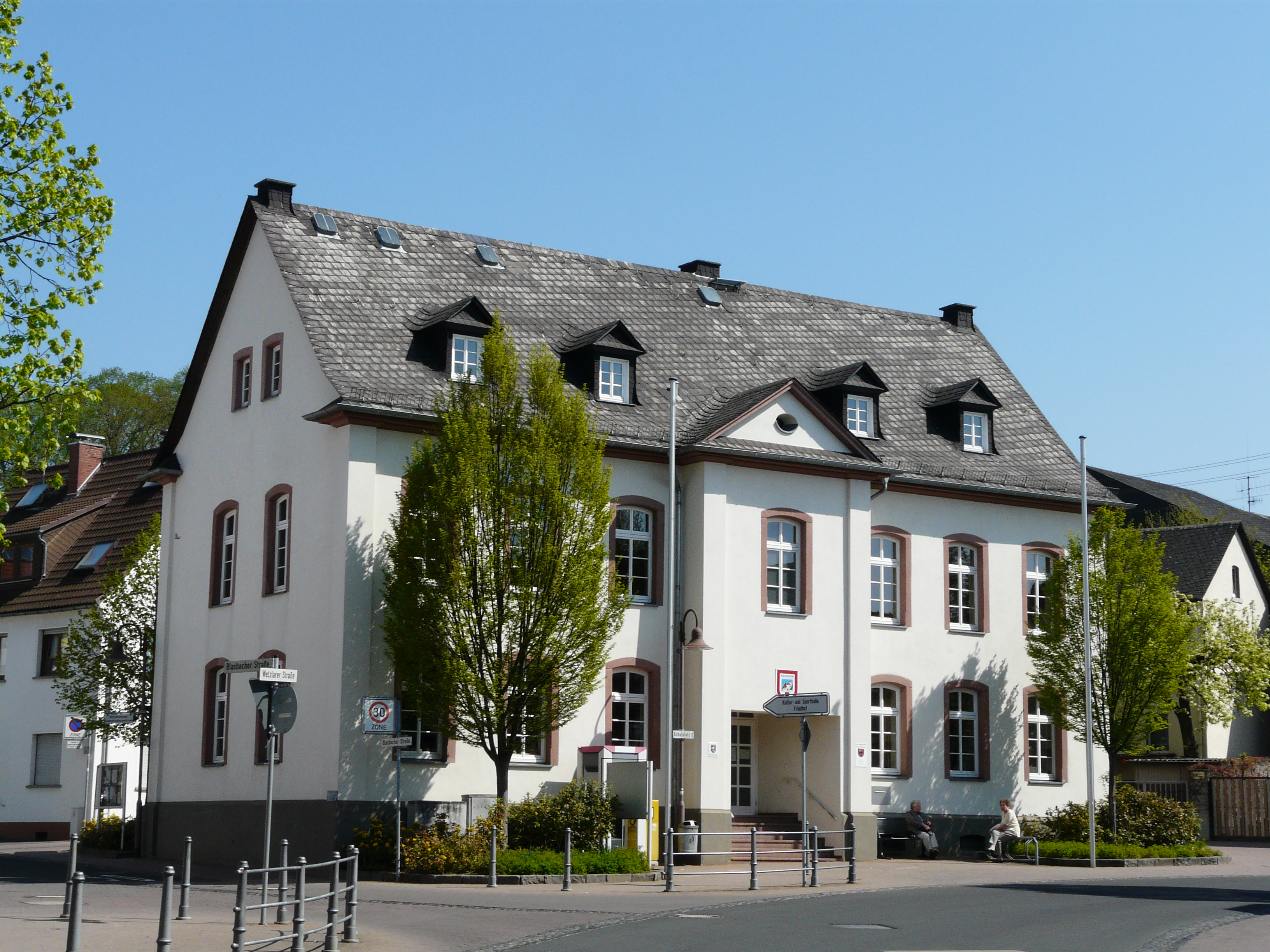
Ehemalige Schule und heutiges Stadtteilbüro
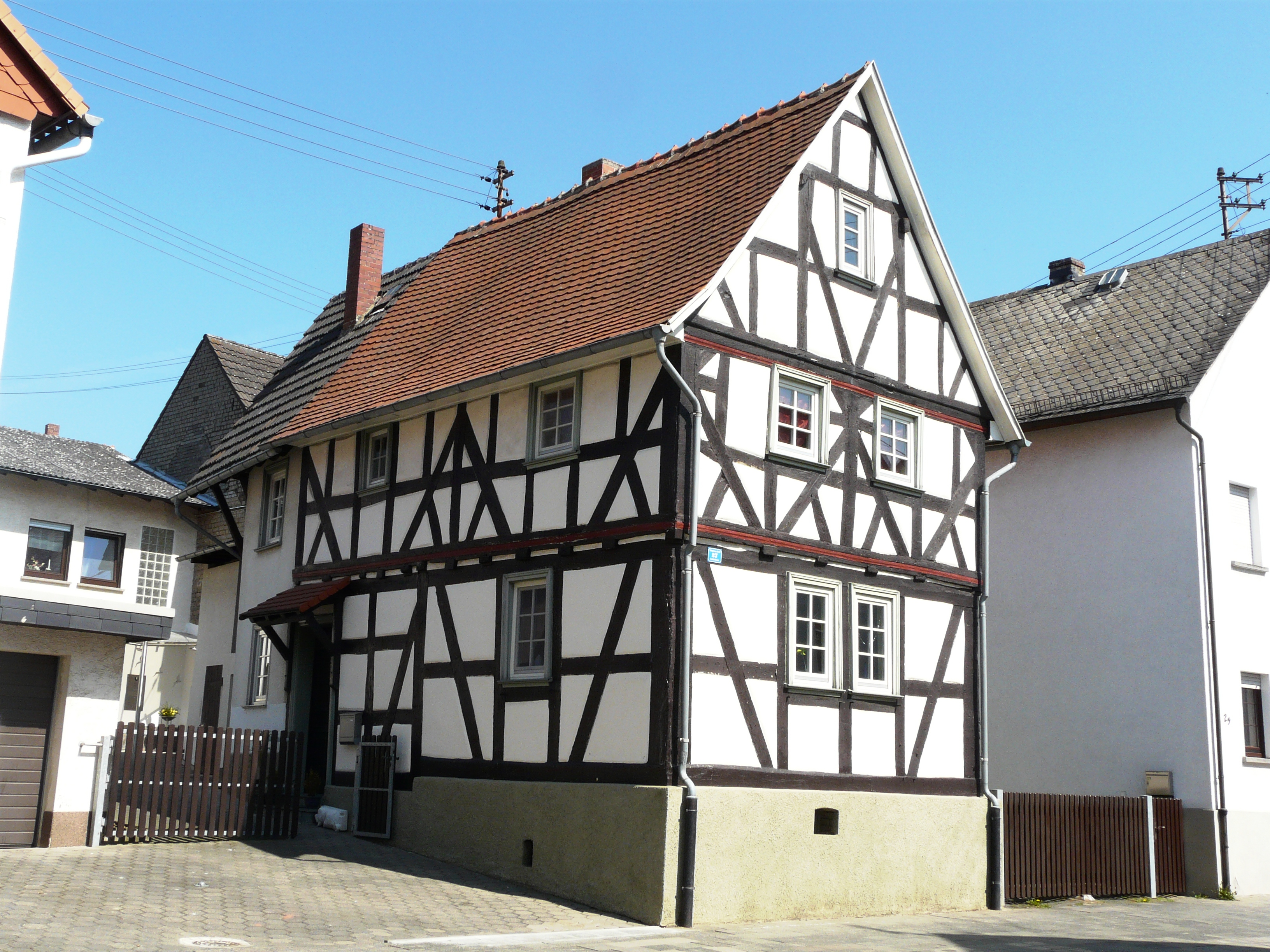
Fachwerkhaus in der Waldgirmeser Straße

## Wirtschaft und Infrastruktur

### Verkehr
Naunheim ist aus der Wetzlarer Kernstadt über die L3285 (in Wetzlar als Dammstraße, in Naunheim als Naunheimer Straße geführt) zu erreichen, welche an Naunheim vorbei nach Lahnau führt. Naunheim wird durch die Stadtbuslinie 24, Wetzlar–Gießen, der ESE Verkehrsgesellschaft GmbH sowie durch die Überlandlinie 240 des Verkehrsverbundes Lahn-Dill (VLD) angefahren.

### Öffentliche Einrichtungen
Naunheim verfügt über eine Freiwillige Feuerwehr. Sie ist mit einem Löschgruppenfahrzeugen (LF 10/6), einem Tragkraftspritzenfahrzeug-Wasser (TSF-W), einem Rettungsboot (RTB 1) und einem Mannschaftstransportfahrzeug ausgerüstet. Des Weiteren hat der Stadtteil eine eigene Rettungswache der Malteser. Auf der Wache wird ein Rettungswagen im 24-Stunden-Dienst sowie ein zweites Fahrzeug zur Abdeckung von Spitzenauslastungen im Tagesbereich vorgehalten.
Auch existieren in Naunheim ein Stadtteilbüro der Stadt Wetzlar, welches sich zusammen mit der örtlichen Bibliothek im Gebäude der alten Schule befindet, eine Grundschule und zwei Kindergärten. Ebenfalls wird von der Kirchengemeinde neben dem örtlichen Gotteshaus auch das Gemeindezentrum unterhalten, in dem mehrere gemeinnützige Gruppen ihre Treffen abhalten.

### Industrie und Handel
Der Stadtteil verfügt über Geschäfte des täglichen Bedarfs.
Außerdem befindet sich eine Filiale der Volksbank Mittelhessen im Ort.